# Naupactini
Tribu
Les Naupactini sont une tribu d'insectes coléoptères de la sous-famille des Entiminae et qui comprend une soixantaine de genres.

## Liste des genres et espèces
Selon NCBI (30 août 2014) :
- genre Aramigus
  - Aramigus conirostris
  - Aramigus globoculus
  - Aramigus intermedius
  - Aramigus planioculus
  - Aramigus tessellatus
  - Aramigus uruguayensis
- genre Artipus
  - Artipus monae
- genre Asymmathetes
  - Asymmathetes vulcanorum
- genre Asynonychus
  - Asynonychus cervinus
- genre Eurymetopus
  - Eurymetopus birabeni
  - Eurymetopus fallax
- genre Galapaganus
  - Galapaganus ashlocki
  - Galapaganus blairi
  - Galapaganus caroli
  - Galapaganus collaris
  - Galapaganus conwayensis
  - Galapaganus darwini
  - Galapaganus galapagoensis
  - Galapaganus howdenae
    - sous-espèce Galapaganus howdenae howdenae

  - Galapaganus vandykei
  - Galapaganus williamsi
- genre Litostylus
- genre Naupactus
  - Naupactus ambiguus
  - Naupactus cinereidorsum
  - Naupactus dissimulator
  - Naupactus leucoloma
  - Naupactus minor
  - Naupactus navicularis
  - Naupactus peregrinus
  - Naupactus sulfuratus
  - Naupactus verecundus
  - Naupactus virescens
  - Naupactus xanthographus
- genre Pantomorus
  - Pantomorus albicans
  - Pantomorus albosignatus
  - Pantomorus auripes
  - Pantomorus cinerosus
  - Pantomorus globicollis
  - Pantomorus picturatus
  - Pantomorus ruizi
  - Pantomorus stupidus
  - Pantomorus sulfureus
  - Pantomorus viridicans
  - Pantomorus viridisquamosus
- genre Teratopactus
  - Teratopactus nodicollis

Selon Paleobiology Database (30 août 2014) :
- genre Artipus
- Brachycamacina
- Cyphus florissantensis
- Cyphus subterraneus
- genre Cyrtomon
- genre Naupactus
- genre Syntomostylus

Selon wikispecies (site consulté le 23 janvier 2019) :
- Acyphus
- Alceis
- Amitrus
- Amphideritus
- Aptolemus
- Aramigus
- Artipus
- Asymmathetes
- Asynonychus
- Atrichonotus
- Brachystylodes
- Briarius
- Chamaelops
- Corecaulus
- Curiades
- Cyphoides
- Cyphopsis
- Cyrtomon
- Enoplopactus
- Ericydeus
- Eurymetopus
- Exophthalmida
- Fascaevinus
- Galapaganas
- Glaphyrometopus
- Hadropus
- Hoplopactus
- Ischnomias
- Lamprocyphopsis
- Lanterius
- Leschenius
- Litostylodes
- Litostylus
- Macrostylus
- Megalostylodes
- Megalostylus
- Melanocyphus
- Mendozella
- Mesagroicus
- Mimographus
- Mionarthrus
- Moropactus
- Myociphus
- Naupactus
- Neoericydeus
- Obrieniolus
- Pactorrhinus
- Pantomorus
- Parapantomorus
- Parasynonychus
- Parexophthalmus
- Phacepholis
- Platyomus
- Plectrophoroides
- Priocyphopsis
- Priocyphus
- Protonaupactus
- Rhynchuchus
- Saurops
- Squamodontus
- Stenocyphus
- Teratopactus
- Tetragonomus
- Thoracocyphus
- Trichaptus
- Trichocyphus
- Trichonaupactus
- Wagneriella
- ?†Arostropsis
- Asynonychus
- Leschenius
- Obrieniolus
- ?†Arostropsis